# For Love of Gold
For Love of Gold és una pel·lícula muda de la Biograph dirigida per D. W. Griffith i protagonitzada per Harry Solter i George Gebhardt. La pel·lícula, basada en el relat "Just Meat" de Jack London, es va estrenar el 21 d’agost de 1908. Es considera una pel·lícula perduda.

## Argument
En la primera escena veiem dos lladres a la seva esquerra habitació planejant un robatori. Saben que la víctima té sempre una gran quantitat de diners a la seva caixa forta de casa i també joies. Agafen les eines per a la seva feina i arriben a la casa poc després que l’amo s'hagi retirat a dormir. Entren sense fer soroll i amb l’ajuda d’un mocador amarat de cloroform deixen l’amo de la casa fora de combat. En obrir la caixa forta queden bocabadats, no només hi ha una gran suma de diners, sinó també moltes joies valuoses, entre les quals destaca un bonic collaret de diamants. Ho agafen tot i s'ho enduen al seu cau per dividir-se el botí. Com que el collaret de diamants és un article indivisible, es discuteixen sobre qui se l’ha de quedar. No es posen d’acord de manera que deixen de banda la discussió per sopar. Un d’ells, per assegurar-se que es quedarà el collaret, enverina el cafè del seu company que després de veure’l cau a terra mort entre mig de convulsions. L’altre assaboreix la seva aparent victòria per poc temps ja que poc després té els mateixos símptomes i cau mort al costat de l’altre. Els dos homes havien tingut la mateixa idea.

## Repartiment
- Harry Solter (lladre/majordom)
- George Gebhardt (lladre)
- Charles Gorman
- Charles Inslee

## Significació en la filmografia de Griffith
Griffith no feia més d’un any que havia començat la direcció de pel·lícules i en aquesta ja trobem alguns aspectes experimentals dins del llenguatge cinematogràfic. En aquesta pel·lícula ja trobem per primer cop un dels recursos de Griffith consistent en canviar la càmera de lloc i, per tant, el punt de vista, dins d'una mateixa escena. Aquí veiem com dos lladres s'enverinen mútuament en repartir-se el botí i Griffith acosta la càmera al seu gest per revelar les seves intencions. Aquest recurs, amb el que el director indica a l'espectador el què ha de veure l’utilitzaria posteriorment en altres pel·lícules com "The Lonelly Villa" (1909) o "The Lonedale Operator" (1911).